# 문화어
문화어(한국 한자: 文化語)는 조선어의 규범화된 방언 중 하나로 동아시아 국가 중에 조선민주주의인민공화국의 표준어를 말한다. 《조선말대사전》(1992년)에는, 「주권을 잡은 로동계급의 당의 령토밑에 혁명의 수도를 중심지로 하고 수도의 말을 기본으로 하여 이루어지는, 로동계급의 지향과 생활감정에 맞게 혁명적으로 세련되고 아름답게 가꾸어진 언어」라고 쓰여 있다. 2017년판에는 「평양말을 기초로 하여 이루어진 규범적인 말. 위대한 수령 김일성동지와 위대한 령도자 김정일동지, 경애하는 최고령도자 김정은동지의 혁명적문풍을 본보기로 하고 민족어의 온갖 우수한 요소를 집대성한 훌륭한 말이다.」라고 풀이한다. 또 《조선말규범집》(1998년) 중의 《문화어발음법》 총칙에 따르면 「조선말발음법은 혁명의 수도 평양을 중심지로 하고 평양말을 토대로 하여 이룩된 문화어의 발음에 기준한다」라고 한다. 이와 같은 규정들에 따르면 조선민주주의인민공화국의 언어는 평양말을 바탕으로 하는 것으로 된다. 
하지만 김일성은 1964년 1월 6일, 《조선어의 주체적발전의 길을 밝혀준 강령적지침》에서 "평양말은 토배기말도 아니며 사투리가 섞인 평안도말도 아닙니다."라고 하여 이 "평양말"이란 평안 방언이 아님을 명시하였다. 여기에 "지역별 언어적차이를 초월하여 형성되고 발전"하였다고 하여 실제 특정 지역의 방언이 아님을 명시하였다. 표준어 제정의 역사적 경위를 고려하면 문화어는 순수한 평양 방언에 기초하는 것이 아니라 서울사투리를 중심으로 한 중부사투리를 바탕으로 하여 구어체의 일부 부분에 평안 방언, 함경 방언 등의 요소를 추가하고, 고유 정치 이념 반영과 순화에 의한 어휘정리성 따위를 대한민국 표준어와의 정치적 대비점으로 강조하면서 이룬것으로 생각된다. 곽충구와 같은 국어학자는 "‘문화어의 기준이 평양말’이라고 했지만 사실은 평양말이 아니며 오히려 표준어와 가깝다는 사실을 알 수 있다."라고 지적하기도 했다.

## 배경
1945년 광복 이후, 38선 이북 지역에서는 민간학술단체인 조선어학회(오늘의 한글학회)가 해방전에 만든 《한글맞춤법통일안》(1933년)과 《사정한 조선어 표준말 모음》(1936년)을 계속 사용했다. 조선어학회가 사정한 표준어는 “중류사회에서 쓰는 서울말”로 정했기 때문에 그 당시 38선이북지역의 표준어도 이를 따랐다고 추정된다. 조선민주주의인민공화국에서는 《한글맞춤법통일안》을 대신하는 맞춤법으로 1954년에 《조선어철자법》을 정했는데 이 단계에서는 아직 종전의 ‘표준어’라는 개념을 사용했었다. (제6장 제목은 〈표준발음법 및 표준어와 관련된 철자법〉이다.) 그 한편으로 《조선어철자법》에서는 ‘달걀→닭알’, ‘도둑→도적’ 등 13개 표준어 단어를 수정하는 등 조선민주주의인민공화국 언어 사용의 실정에 맞게 약간의 수정을 했다. 중국의 조선족도 문화어를 바탕으로 《조선어문》이란 조선말교육을 실시해 왔다.
1960년대에 들어서면서 조선민주주의인민공화국에서 이른바 주체사상이 대두함과 동시에 언어 정책에서도 조선민주주의인민공화국의 독자성을 호소하게 되었다. 그러한 가운데 1966년 5월 14일에 김일성에 의해 《조선어의 민족적특성을 옳게 살려나갈데 대하여》가 발표되었다. 이는 러시아어, 영어, 일본어 등에서 도입된 불필요한 외래어와 어려운 한자어를 고유어로 바꿔쓰는 국어 순화를 추진하는 것을 주된 목적으로 삼은 것이지만 표준어에 관해서는 다음과 같은 언급이 있다.
| “ | 《표준어》라는 말은 다른 말로 바꾸어야 하겠습니다. 《표준어》라고 하면 마치도 서울말을 표준하는 것으로 그릇되게 리해될수 있으므로 그대로 쓸 필요가 없습니다. 사회주의를 건설하고있는 우리가 혁명의 수도인 평양말을 기준으로 하여 발전시킨 우리 말을 《표준어》라고 하는 것보다 다른 이름으로 부르는것이 옳습니다. 《문화어》란 말도 그리 좋은것은 못되지만 그래도 그렇게 고쳐쓰는것이 낫습니다. | ” |
|   | — 김일성 |   |

이와 같이 서울말을 기초로 한 ‘표준어’와 차이를 주기 위해 조선민주주의인민공화국의 ‘문화어’라는 명칭이 형성된 것으로 보인다.

## 개요
문화어는 "평양말"을 기준으로 한다고 주장하고 있으나, 동시에 "평양말"이란 평양에서 정책적으로 쓰여야 하는 말을 의미하고 표준어가 수도의 정치적 특성과 결합해야 한다는 의미다. 따라서 실제 "지역 방언"을 의미하지는 않는다. 한국에서는 "평양말"을 평안 방언으로 해석하려는 시도도 있었으나, 곽충구 등의 한국의 언어 학자나 김일성 등의 공식적 언급에 따르면 문화어는 "평안 방언", "평양 방언"과 다르다. 《문화어학습》에서는 평양 방언으로 해석될 수 있는 "∼하라마요", "∼하두나요"와 같은 어미를 막말투라고 부르며 문화어와 구분되는 언어로 규정한다.
위에서 본 바와 같이 조선어학회가 정한 (서울 방언을 바탕으로 한) 표준어를 기초로 하여 이념적 요소를 더 강조하고, 약간의 평안, 함경, 황해 등의 지역적 요소를 채택하여 수정한 표준어가 문화어라고 할 수 있다.

### 음운
평양을 포함한 옛 평안도 일대에서 사용되는 서북 방언(평안도 방언)의 특징으로 /ㄷ/의 비구개음화가 있다. 이 현상은 근대 한국어 시기에 /i/ 또는 반모음 /j/에 앞선 /ㄷ/이 /ㅈ/으로 바뀐 현상이다. 예를 들면 중세 한국어 ‘둏다’는 서울 방언에서 /ㄷ/이 구개음화되어 ‘좋다’가 되지만 평양 방언에서는 ‘돟다’와 같이 /ㄷ/이 유지된다. 또 평양 방언에서는 /i/ 또는 반모음 /j/에 앞선 어두 자음 /ㄴ/이 탈락되지 않는다. 예를 들어 서울 방언 ‘이’(齒)에 대해 평양 방언은 ‘니’다. 하지만 문화어는 이와 같은 평양 방언의 전형적인 음운적 특징을 반영하지 않고 원칙적으로는 조선어학회가 정한 표준어와 동일한 음운적 특정, 즉 서울 방언과 동일한 특징을 잘 반영하고 있다.
참고로 ‘로동’ 등 어두의 /ㄹ/을 유지하는 발음 규칙은 1954년의 조선어철자법에서 이미 인정되어 있다.

### 문법
문법 항목을 보아도 평양 방언의 특징은 문화어에 거의 나타나지 않는다. 예를 들어 ‘바다이(=바다가)’와 같이 모음으로 끝나는 명사에 붙는 주격 조사 ‘-이’, 낮춤 의문형 ‘봔(=봤니)’ 등 평양 방언에서 볼 수 있는 문법 형식은 그 대부분이 문화어에 채택되지 않았다. 평양 방언에 연유된 문법 형식 중 문화어에 채택된 것으로는 과거 계속을 나타내는 ‘-더랬-’ 등이 있다.
- 학창시절에 권투를 하더랬다.

문화어에는 중부 방언에 유래된다고 추정되는 형식이더라도 대한민국(이하 ‘남한’)의 표준어와 미묘하게 차이가 나는 형식이 몇 가지가 있다. 예를 들면 남한의 표준어형 ‘-고자 하다’에 대해 문화어형은 ‘-고저 하다’이다. ‘-고저 하다’라는 형식 자체는 남한에서도 구어에서 나타날 수 있는 형식인데 이러한 형식을 문화어에서는 채택한 것으로 추정된다.

### 어휘
어휘는 남한 표준어와의 차이가 주목을 받는 부분이다. 그 요인으로 (1) 사회 제도의 차이로 인해 갖가지 사회적인 용어들이 달라졌다, (2) 서로 다른 국어 순화로 인해 어휘에 차이가 생겼다, 라는 두 가지 점을 들 수 있겠다.
방언에 연유되는 차이를 보면 약간의 어휘에서 평양 방언형으로 추정되는 어휘를 볼 수 있다.
- 강냉이 (북) ― 옥수수 (남)
- 마스다 (북) ― 부수다 (남)
- 눅다 (북) ― 싸다 (남)

### 어휘정리사업
김일성종합대학 홈페이지에 밝혀진 바를 토대로 어떤 어휘가 문화어에 정책적으로 도입되었는지를 확인할 수 있다. 한국과의 정치적 대비를 위해 한국식 표준어란 외래어로 오염되었다는 선전을 하였지만, 동시에 모든 외래어나 한자어를 스스로 부정하지는 않았다.

#### 김일성 시대의 어휘 정리
"우리는 한자말과 외래어를 고유한 우리 말로 고치고 우리 말을 체계적으로 발전시켜 나가야 하겠습니다."라는 김일성의 교시 하에 다음과 같은 원칙을 바탕으로 어려운 한자어를 줄이고자 하였다. 그러나 모든 한자어를 고치지는 않았다.
1. 뜻이 같은 단어로서 고유어와 한자어가 있을 경우에는 될수록 고유어를 쓰고 한자어를 버린다. '석교'와 '돌다리', '상전'과 '뽕밭'이 그 예이다.
2. 일정한 한자말들을 그대로 쓰되 우리 말로 굳어진 것만 쓰고 그 범위를 제한한다. 우리 말로 굳어진 한자어란 고유어에 그와 꼭같은 뜻의 단어가 없고 인민들의 언어의식에 확고히 자리잡은 것을 말한다. '학교', '방', '혁명'과 같은 단어를 들 수 있다.
3. 단어들의 뜻폭과 결합관계를 고려해야 한다. 심장과 염통, 지하와 땅속은 다른 뜻폭을 가지기에 이런 한자어도 활용하는 것이 좋다. '일기예보'라는 단어와 같이 결합관계를 고려하면 '일기'와 '날씨'도 둘 다 활용하여야 한다.

#### 김정일 시대의 어휘 정리
"오늘 우리 나라에서는 사회주의적민족언어발전을 위한 당의 방침이 철저히 관철됨으로써 한자말과 외래어들을 고유한 우리 말로 고치고 우리 말을 보다 아름답게 다듬는 일이 성과적으로 진행되고있다", "언어생활에서 선차적으로 주의를 돌려야 할 문제는 주체를 세우는것입니다."라는 김정일의 교시 하에 다음과 같은 원칙을 바탕으로 한자어와 외래어가 정리되었고, 활용이 가능한 한자어와 외래어는 사용이 장려되기도 하였다.
1. 고유어화된 한자말을 무조건적으로 고쳐서는 안된다. 총의 '조성'과 '조문'을 '겨눔못'과 '겨눔문'으로 기계적으로 고치는 것, '대기온도'를 '바깥온도'라고 하여 뜻이 명확치 않게 고치는 것을 말한다.
2. 외래어라고 하여 덮어놓고 다듬는 것은 편향이다. 이는 "원래 언어는 다른 나라 말과의 부단한 호상 작용 속에 있게 되며 그 과정에 끊임없이 발전풍부화된다.", "국제적으로 공용되는 어휘들을 그대로 살려쓰는것은 언어생활에서 주체를 세우는 사업과 모순되지 않으며 우리 말 어휘를 풍부히 하는데서 일정한 역할을 한다." 언급하에 뒷받침되고 있다.
  1. '뜨락또르', '도마도', '쵸콜레트'는 그대로 써왔는데 이를 다듬어서는 안된다.
  2. 특히 국제공용어를 고쳐서는 안되는데, 다른 나라 학자들의 이름을 단 것을 비롯한 세계에서 공통적으로 쓰는 자연법칙의 이름이 그 예다. "뉴톤의 법칙과 피타고라스정리, 멘델레예브주기표"처럼 써야 한다.
  3. 체육부문에서도 국제적으로 쓰는 체육공용어들은 그대로 쓰도록 하여야 한다.
  4. 국제공용어를 어원도 잘 따져보지 않고 무턱대고 고유어로 고치지 말고 그대로 쓰는것을 원칙으로 하여야 한다.
  5. 단어조성수법의 견지에서 볼 때에도 우리말에서 고유어는 고유어끼리, 한자말은 한자말끼리, 외래어는 외래어끼리 결합하는 특성을 가지고 있다는 근거 하에서 일부 사람들이 언어생활에서 고유성을 살린다고 하면서 '젖크림', '젖산유'와 같은 말을 쓰는 현상에 대해서는 '밀크크림', '케피르'로 써야 한다.
3. 자연과학분야나 공학분야에서 쓰는 학술용어는 발명가가 지은 이름 그대로 쓰게 하여야 한다. '하드디스크'는 '경자기원판'이라고 하면 안되고, '콤퓨터'는 '전자계산기'라고 하면 안된다.
4. 오래전부터 전해져 내려오는 지명들이나 예로부터 써오던 말들도 고쳐서는 안된다. '병배'를 '붉은배'라고 새삼스레 고쳐서는 안된다.
5. 한자말이나 외래어로 된 새말은 알기 쉬운 고유어로 고친다.
  1. "새로 만든 약이름에 《환》자를 붙인 것이 많은데 옛날부터 불려오는 《령신환》이나 《우황청심환》같은 약이라면 몰라도 새로 만든 약이름에 무엇때문에 《환》자를 붙이는지 모르겠다"고 김정일은 2000년 8월에 언급하였다. 이는 김일성이 '새말을 만들 때에는 한자말의 어근에 근거하여 만들지 말고 인민들이 누구나 다 알고 리해할수 있는 고유어에 토대하여 만들며 다른 나라에서 새로 들어오는 외래어들도 제때에 고유어로 고쳐 써야 한다'고 언급한 것과 관련이 있다.
6. 까다로운 한자말을 쓰지 말아야 한다. '인절미', '상화떡'은 '찰떡', '쉬움떡'으로 다듬어 써야 한다. '고려약국, 신약국'이라고 쓴 간판을 보고는 '약국'으로 고칠 것을 김정일이 지시했다고도 한다.
7. 외래어를 망탕(마구) 써서는 안된다. '와크'는 쉽게 알 수 있도록 '수출입계획', '수출입허가'라고 써야 한다.
8. 함경도 사투리를 쓰거나 예절 없이 말해서는 안된다. '전구알'은 '전구'라고 해야 한다.

## 어휘 대조

### 외래어를 고유어로 바꾼 예
남한에서는 영어 등 외래어를 그대로 사용하는 어휘를 북한에서는 순수한 고유어나 한자어로 바꾸어 쓰는 경우가 남한에서 주목받는다.
- 봉사기 (奉仕機, 써버, 표준어: 서버, 영어: server)
- 텔레비죤통로 (텔레비죤通路, 텔레비죤챤넬, 표준어: 텔레비전채널, 영어: Television Channel)
- 녀성고음 (女性高音, 쏘프라노, 표준어: 소프라노, 이탈리아어: Soprano)
- 녀성중음 (女性中音, 메쪼쏘프라노, 표준어: 메조소프라노, 이탈리아어: Mezzo-soprano)
- 녀성저음 (女性低音, 앨트, 표준어: 알토, 이탈리아어: Alto)
- 남성고음 (男性高音, 테노르, 표준어: 테너, 영어: Tenor)
- 남성중음 (男性中音, 바리토네, 표준어: 바리톤, 영어: Baritone)
- 남성저음 (男性低音, 바스, 표준어: 베이스, 영어: Bass)
- 직승기 (直升機, 헤리콥타, 표준어: 헬리콥터)
- 원주필 (圓珠筆, 뽈펜, 표준어: 볼펜, 영어: ball pen)
- 흉대, 유방대, 젖가슴띠, 가슴띠, 젖싸개 (브라지야, 표준어: 브래지어, 영어: brassiere)
- 고기 겹빵(햄바가, 표준어: 햄버거, 영어: Hamburger)
- 문지기 (꼴키파, 표준어: 골키퍼, 영어: Goal Keeper)
- 열나기현상 (표준어: 발열현상)
- 대차고정축사이거리 (표준어: 고정축거)[6]
- 차바퀴디딤면쓸림식제동장치 (답면제동장치)[6]
- 전자레루제동장치 (와전류제동장치, 한국 한자: 渦電流制動裝置)[6]
- 반대돌림식제동방식 (전기제동방식)[6]
- 차갈이작업 (표준어: 입환작업)

### 외래어 표기
외래어로 유입된 외국어 낱말들은 러시아어, 중국어, 영어, 일본어가 쓰이며, 다른 나라의 이름 표기법은 러시아어 발음과 비슷하게 한다. 이는 대한민국의 표준어는 미국 등 서구권 국가의 언어인 영어의 영향을, 조선민주주의인민공화국의 표준어인 문화어는 러시아 등 구 공산권이었던 이른바 동구권 국가들의 가장 큰 영향을 받은 것으로 추정된다. 국가명 표기가 표준어는 영어의 영향을 받은 것도 존재하는 반면, 문화어는 원어를 존중하여 표기하는 경향이 있다. (스페인/에스빠냐)
- 뜨락또르 (러시아어: трактор, 영어: Tractor, 표준어: 트랙터, 트락토르)
- 꼴바싸 (쏘세지, 러시아어: колбаса, 영어: Sausage, 표준어: 칼바사 소시지)
- 쌤 해밍톤 (영어: Sam Hammington, 표준어: 샘 해밍턴)
- 고뿌 (일본어: コップ, 영어: Cup, 표준어: 컵)
- 깜빠니아 (러시아어: кампания, 영어: Campaign, 표준어: 캠페인, 캄파니아)
- 레루 (일본어: レール, 영어: Rail, 표준어: 레일)
- 콤퓨터 (영어: Computer, 표준어: 컴퓨터)
- 씨리카트벽돌살림집 (표준어: 실리케이트벽돌아파트)
- 라지오 (일본어: ラジオ, 영어: Radio, 표준어: 라디오)
- 비데오 (영어: Video, 일본어: ビデオ, 표준어: 비디오)
- 에네르기 (일본어: エネルギー, 영어: Energy, 표준어: 에너지)
- 동력에네르기 (표준어: 연료)
- 키로 (일본어: キロ, 영어: Kilo, 표준어: 킬로)
- 텔레비죤 (영어: Television, 표준어: 텔레비전)
- 페지 (일본어: ページ, 영어: Page, 표준어: 페이지)
- 보이라 (일본어: ボイラー, 영어: Boiler, 표준어: 보일러)
- 확스 (팍스, 일본어: ファックス, 영어: Fax, 표준어: 팩스)
- 인터네트 (영어: Internet, 표준어: 인터넷)
- 초콜레트 (일본어: チョコレート, 영어: Chocolate, 표준어: 초콜릿)
- 웨브페지 (일본어: ウェブページ, 영어: Web Page, 표준어: 웹페이지)
- 비루스 (러시아어: вирус, 영어: virus, 표준어: 바이러스)
- 왁찐 (일본어: ワクチン, 영어: Vaccine, 표준어: 백신)
- 미누스 (러시아어: минус, 영어: Minus, 표준어: 마이너스)

### 국가명 표기
- 쓰르비아 (세르비아어: Србија, 영어: Serbia, 세르비아)
- 흐르바쯔까 (크로아티아어: Hrvatska,  영어: Croatia,  크로아티아)
- 카나다 (영어: Canada, 프랑스어: Canada, 일본어: カナダ, 캐나다)
- 로씨야 (러시아어: Россия, 영어: Russia, 러시아)
- 이딸리아 (이탈리아어: Italia, 영어: Italy, 이탈리아)
- 또고 (러시아어: Того, 영어: Togo, 토고)
- 오스트랄리아 (영어: Australia, 오스트레일리아)
- 아랍추장국 (아랍酋長國, 아랍에미레트, 영어: United Arab Emirates, 아랍에미리트)
- 마쟈르 (웽그리아, 헝가리어: Magyarország, 영어: Hungary, 헝가리)
- 서부사모아 (영어: Westen Samoa, 사모아)
- 에스빠냐 (스페인어: España, 영어: Spain, 에스파냐, 스페인)
- 앵귈러 (영어: Anguilla, 앵귈라)
- 벨라루씨 (벨라루스어: Беларусь, 영어: Belarus, 벨라루스)
- 체스꼬슬로벤스꼬 (체코어: Československo, 영어: Czech Slovakia, 구 체코슬로바키아)
- 쏘베트사회주의공화국련맹, 쏘련 (쏘베트社會主義共和國聯盟, 러시아어: Советский Союз, 구 소비에트 사회주의 공화국 연방, 소련)
- 뽈스까 (폴란드어: Polska, 영어: Poland, 폴란드, 폴스카)
- 타이 (태국어: ประเทศไทย, 영어: Thailand, 태국)
- 애급 또는 에짚트 (埃及, 러시아어: Египет, 영어: Egypt, 이집트)
- 팔레스티나 (아랍어: جمهورية فلسطين, 영어: Palestine, 팔레스타인)
- 캄보쟈 (러시아어: Камбоджа, 영어: Cambodia, 캄보디아)
- 수리아 (아랍어: سوريا, 영어: Syria, 시리아)
- 까타르 (아랍어: دولة قطر, 영어: Qatar, 카타르)
- 윁남사회주의공화국 (베트남어: Cộng hòa Xã hội chủ nghĩa Việt Nam) (월남사회주의공화국) 베트남사회주의공화국
- 뻬루 (스페인어: Perú, 영어: Peru, 페루)
- 메히꼬 (스페인어: México, 영어: Mexico, 멕시코)
- 꾸바 (스페인어: Cuba, 쿠바)
- 벌가리야 (불가리아어: България, 영어: Bulgaria, 불가리아)
- 방글라데슈 (벵골어: বাংলাদেশ, 영어: Bangladesh, 방글라데시)
- 네데를란드 (네덜란드어: Nederland, 네덜란드)
- 뽀르뚜갈 (포르투갈어: Portugal, 포르투갈)
- 우즈베끼스딴 (러시아어: Узбекистан, 영어: Uzbekistan, 우즈베키스탄)
- 아이띠 (프랑스어: Haïti, 영어: Haiti, 아이티)
- 뜌니지 (러시아어: Тунис, 프랑스어: Tunisie, 튀니지)
- 로므니아 (루마니아어: România, 영어: Rumania, 루마니아)
- 북조선 (北朝鮮, 한국어: 조선민주주의인민공화국, 영어: Democratic People's Republic of Korea, 북한)
- 남조선(南朝鮮) 또는 한국(韓國,  한국어: 대한민국, 영어: Republic of Korea, 남한)
- 뛰르끼예 (튀르키예어: Türkiye, 튀르키예)
- 스웨리예 (스웨덴어: Sverige, 영어: Sweden, 스웨덴)

### 도시명 표기
- 브류쎌 (네덜란드어: Brussel, 브뤼셀, 벨기에의 수도)
- 쁘라하 (체코어: Praha, 프라하, 체코의 수도)
- 와르샤와 (폴란드어: Warszawa, 바르샤바, 폴란드의 수도)
- 도꾜 (일본어: 東京, 도쿄, 동경, 일본의 수도)
- 울라지보스또크 (러시아어: Владивосток, 블라디보스토크, 러시아의 도시)
- 밸리(영어: Valley, 더밸리, 앵귈라의 수도)
- 후꾸오까 (일본어: 福岡, 후쿠오카, 일본 규슈 지방의 도시)

### 한자어의 두음법칙
조선민주주의인민공화국의 언어 정책에서는 형태주의를 한자음에도 적용해, 동일 한자의 한자음은 단어의 어느 위치에서든 항상 동일하게 발음하기로 했기 때문에, 어두에 오는 음소의 제약(어두에는 'ㄹ'이나 '녀, 뇨, 뉴, 니'가 올 수 없다.)인 두음 법칙을 적용하지 않는 것이 원칙이다. 따라서 문화어는 한자음 본연의 소리 그대로를 적는 방식을 채택한다. 그런데 대한민국에서는 한자어도 두음 법칙을 적용하므로, 이러한 차이에서 오는 언어적인 혼란을 줄이기 위해서 2004년 이후 남·북 한국어 단일 사전인 《겨레말큰사전》 편찬을 준비하는 등, 다방면으로 언어 통합을 위한 노력을 진행하고 있다.

#### 예시
- 녀성 (표준어: 여성, 女性)
  - 조선민주녀성동맹 (표준어: 조선민주여성동맹, 朝鮮民主女性同盟)
- 랭면 (표준어: 냉면, 冷麵)
- 려인숙 (표준어: 여인숙, 旅人宿)
- 려권 (표준어: 여권, 旅券)
- 련결 (표준어: 연결, 聯結)
- 렬차 (표준어: 열차, 列車)
- 련맹 (표준어: 연맹, 聯盟)
  - 조선그리스도교련맹 (표준어: 조선그리스도교연맹, 朝鮮基督敎聯盟) : 북한의 개신교 단체.
- 련합 (표준어: 연합, 聯合)
  - 련합국 (표준어: 연합국, 聯合國)
  - 련합국기구 (표준어: 유엔, 聯合國機構)
- 로동자 (표준어: 노동자, 勞動者)
- 로인 (표준어: 노인, 老人)
- 롱구 (표준어: 농구, 籠球)
- 료리 (표준어: 요리, 料理)
- 례의 (표준어: 예의, 禮義)
- 리유 (표준어: 이유, 理由)
- 락원 (표준어: 낙원, 樂園)
- 리발소 (표준어: 이발소, 理髮所)
- 락동강 (표준어: 낙동강, 洛東江)
- 리성계 (표준어: 이성계, 조선 초대 군주)
- 량세봉 (표준어: 양세봉, 일제 강점기 조선의 독립운동가)
- 리승만 (표준어: 이승만, 제1·2·3대 대한민국 대통령)
- 로태우 (표준어: 노태우, 제 13대 대한민국 대통령)
- 로무현 (표준어: 노무현, 제 16대 대한민국 대통령)
- 리명박 (표준어: 이명박, 제 17대 대한민국 대통령)
- 리동국 (표준어: 이동국, 대한민국 축구 선수)
- 리천수 (표준어: 이천수, 대한민국 축구 선수)
- 리정길 (표준어: 이정길, 대한민국 배우)
- 류승준 (표준어: 유승준, 대한민국 가수)
- 락화생 (표준어: 낙화생, 땅콩)

#### 지명
- 서울특별시 룡산구, 로원구 (표준어: 서울특별시 용산구, 노원구 서울特別市 龍山區, 蘆原區)
- 부산광역시 련제구 (표준어: 부산광역시 연제구 釜山廣域市 蓮堤區)
- 경기도 리천시, 룡인시, 려주시, 련천군 (표준어: 경기도 이천시, 용인시, 여주시, 연천군, {京畿道 利川市, 龍仁市, 驪州市, 漣川郡)
- 강원특별자치도 린제군, 녕월군, (표준어: 강원특별자치도 인제군, 영월군, 江原道 麟蹄郡, 寧越郡)
- 충청남도 론산시, 례산군 (표준어: 충청남도 논산시, 예산군, 忠淸南道論山市, 禮山郡)
- 경상북도 례천군 (표준어: 경상북도 영천시, 영주시, 영양군, 영덕군, 예천군, 慶尙北道 醴泉郡)
- 경상남도 량산시 (표준어: 경상남도 양산시, 慶尙南道 梁山市)
- 전라남도 라주시, 려수시, 령암군, 령광군 (표준어: 전라남도 나주시, 여수시, 영암군, 영광군, 全羅南道 羅州市, 麗水市, 靈巖郡, 靈光郡)
- 평양시 락랑구역, 룡성구역, 력포구역 (표준어: 평양시 낙랑구역, 용성구역, 역포구역, 平壤直轄市樂浪區域, 龍城區域, 力浦區域)
- 평안북도 녕변군 (표준어: 평안북도 영변군, 平安北道 寧邊郡)
- 황해북도 린산군 (표준어: 황해북도 인산군, 黃海北道 麟山郡)
- 량강도 (표준어: 양강도, 兩江道)
- 길림성 룡정시 (통용: 길림성 용정시, 표준어: 지린 성 룽징 시, 중국어: 吉林省龍井市, 중화인민공화국 연변 조선족 자치주의 지급시)

#### 문장
- 우리는 로동계급이다. (표준어: 우리는 노동계급이다.)
- 리(李) 동지의 리론은 리해가 잘 안 된다. (표준어: 이 동지의 이론은 이해가 잘 안 된다.)
- 녕변군 토박이인 그 녀성동무는 리원군을 잘 모른다. (표준어: 영변군 토박이인 그 여성 동무는 이원군을 잘 모른다.)

## 남북 간 표준어의 이질성 과장에 대한 언급
남한의 일부 국어 학계나 탈북민 사회 일각에서는 남한에서는 정치적인 목적으로 남북 간 표준어에 대한 이질성에 대한 과장된 주장이 퍼진다고 주장하였다. 연세대학교 홍윤표 교수는 2014 한국어문학회 전국학술대회에서 냉전적인 배경 하에서 남북 간 언어의 차이가 과장이 되었다고 주장하였다.
(...) 남과 북의 언어가 차이가 있음을 인식하게 된 것은 분단 이후, 한참 이후의 일이었다. 6.25 한국전쟁이 끝나고 1970년대에 남북이 접촉하면서(7.4 공동성명 발표 및 남북 적십자회담 등), 회담장에서 시중들던 북한 여성에게 ‘아가씨’라는 호칭을 썼더니, ‘접대부’라고 불러 달라고 하는 말이 전래되면서, 남북의 언어가 달라졌다는 소문이 크게 나돌게 되었다. 한편으로는 6.25 한국전쟁 이후 남한에서도 그 이전에는 흔히 사용하여 왔던 ‘동무, 인민’ 등의 단어가 사라지게 되었다. 만약에 이러한 단어를 쓰는 사람이 있다면 당국에 신고할 대상이 되었다. 즉 간첩으로 인정하는 중요한 증거가 되었던 것이다. 그러면서 계속 남과 북의 언어 차이는 과장되어 갔다. 반공 이데올로기를 높이기 위한 수단으로 북한의 언어, 즉 북한어가 이용되기도 하였다.
(...)
발표자는 학술회의나 겨레말큰사전 편찬을 위해 북한 학자들과 수많은 만남을 가졌었으나 의사소통에 장애를 받은 적은 거의 없다. 오히려 경상도나 전라도 지역어 사용자와 만났을 때 의사소통의 장애를 받은 편이 더 많았다.— 홍윤표, 《통일 시대를 위한 북한어 연구 방향》

그러고서는 "남북한의 언어는 광복 이후에 새로 만든 어휘들이나 차용한 어휘에서 차이가 나는 것이라고 할 수 있다. 결과적으로는 남북한 간의 언어차이가 되었지만, 본질적으로 그것은 남북한의 언어차이라고 하기 어렵다. 언어변화로 인한 결과이어서 그것은 세대간의 언어 차이로 인식되어야 한다. 오늘날 남한에서 세대간의 언어차이로 인해 부자간이나 모자간, 부녀간에 의사소통에 장애를 일으키는 경우가 많은 것처럼, 북한에서도 동일한 현상이 일어난다고 한다. 따라서 이에 비한다면 남북한 언어 차이는 적은 편이라고 할 수 있다."라고 언급하였다. 특히 다음과 같은 경험을 소개하며 남과 북의 언어가 다르지 않으면 이상하다는 인식이 전해지고 있었다고 언급했다.
남북한어의 차이는 ➀ 방언적 차이 ➁ 새로 만든 말(학술용어 등) ➂ 새로 차용한 말 ➃ 다듬은 말(순화한 말)에서 차이를 보이는 것이다. 그러나 남북한 언어의 기본이 되는 기초어휘들은 큰 차이가 없는 것이다. 문화관광부에서 시행하는 ‘21세기 세종계획’의 ‘한민족 언어 정보화’ 분과에서 남과 북의 기초 어휘 10,000개를 비교하여 ‘남북한 언어 비교 사전 검색 프로그램’을 만들었더니, 남북한 언어에 차이가 많다는데, 왜 이 사전 검색 프로그램에는 왜 차이가 없느냐고 하면서, 차이가 나는 단어 3,000개를 골라 ‘남북한 이질화된 언어 검색 프로그램’을 만들라고 하여, 그것을 만드느라고 연구진들이 애를 먹었던 일이 있다.— 홍윤표, 《통일 시대를 위한 북한어 연구 방향》

그는 이러한 '북한어' 연구에서 아예 "실제의 언어 자료를 통해 이루어지지 않았다"고 하여 쓰이지 않던 북한 표준어로 주장되는 표현이 사실인 것 마냥 과장되어 알려지고 있다고 주장하였다. 남한의 언중들에게는 흥미있는 내용인 ‘불알’(전구), ‘긴불알’(형광등), ‘떼불알’(샹들리에) 등의 어휘들이 북한을 비하하는 의미로 소개되기도 하였는데, 이 어휘들은 북한의 어느 사전에도 등재되어 있지 않았다고 지적하였다. 특히 "‘아이스크림’을 북한에서는 ‘얼음보숭이’라고 한다고 하는 내용이 남한의 교과서에 실려 있기도 한데, ‘얼음보숭이’는 실제 사용되는 어휘가 아니다. 말다듬기의 결과로 사전에 등재된 단어일 뿐이다. 오히려 ‘에스키모’가 더 많이 쓰이는 어휘이다."라고 지적하였다. 북한에서 '얼음보숭이'를 사용하지 않는다는 것은 이 발표 이전에도 언급되기도 한다.
남한 정착 탈북민도 이런 언급을 하여, 박노평 전 김책공업대 교수는 《평양말·서울말》이라는 책을 펴내 새로운 문물을 뜻하는 어휘에 대해서는 북한 출신들이 이해를 어려워 했지만 통일부 자료에조차 잘못된 북한말이 쓰여 있었다고 주장하였다. 남북한이 같은 의미로 쓰는 '후과'라는 어휘가 다르게 알려지는 문제 등을 지적하기도 하였다. 주성하 동아일보 기자는 "당신이 배운 것은 80% 이상 틀렸다."라는 제목으로 남북 간 언어의 차이가 일부러 만들어지고 있다고 할 정도로 그 차이가 과장되고 있다고 하였다.

## 같이 보기
- 발해어
- 한국어의 남북 간 차이
- 대한민국 표준어
- 조선민주주의인민공화국의 문법론
- 조선민주주의인민공화국의 언어